# لوگا رامین ترکیان
لوگا رامین ترکیان (زاده‌ی ۳ مهر ۱۳۴۳ خورشیدی برابر با ۲۳ سپتامبر ۱۹۶۴ میلادی در تهران)، موسیقی‌دان و بنیان‌گذار گروه اکسم آو چویس و نیاز است. هر دو گروه مضامین فارسی و خاورمیانه‌ای را در موسیقی‌شان ترکیب کرده‌اند. ترکیان آهنگ ساز و نوازنده‌ی چندین ساز موسیقی است، از جمله: تار ، باغلاما، گیتارویول، و سازی شبیه گیتار الکتریکی و اقتباس شده از سازی قرن چهاردهمی که با آرشه نواخته می‌شود. متن تعدادی از آهنگ‌های او از مناجات‌ها، آهنگ‌ها یا نیایش‌های سنتی خاورمیانه گرفته شده‌است. او برای چندین فیلم از جمله برگزیده (۱۹۹۵)، آمریکای زیبا (۲۰۰۱)، گل‌های پلاستیکی هرگز از بین نمی‌روند (۲۰۰۸) و عبور از روی (۲۰۰۹) موسیقی ساخته‌است.

## زندگی شخصی
همسر او، اعظم علی خواننده است و آن‌ها یک پسر دارند. او قبلاً با یاتریکادوی شاه-رئیس ازدواج و فروشگاه خرده‌فروشی کوان را در لس‌آنجلس بنیان‌گذاری کرده بود که بعدتر بسته شد.

## آلبوم‌ها
سولو
- محراب (۲۰۱۱)
- سوگواری قوها توسط اعظم علی و رامین ترکیان (۲۰۱۳)

اکسم آو چویس
- ورای انکار (۱۹۹۴)
- نیایش (۲۰۰۰)
- گشایش (۲۰۰۲)
- جستجو (۲۰۱۱)

نیاز
- نیاز (۲۰۰۵)
- نیاز (۲۰۰۶)
- نه بهشت (۲۰۰۸)
- صمود (۲۰۱۲)
- روشنایی چهارم(۲۰۱۵)

فیلم‌شناسی
- برگزیده (۱۹۹۵)
- آمریکا خیلی زیباست (۲۰۰۱)

جلد آلبوم گشایش

- گل‌های پلاستیکی هرگز از بین نمی‌روند. (۲۰۰۸)
- عبور از روی (۲۰۰۹)